# Super doktoři
Super doktoři (v anglickém originále Mighty Med) je americký televizní sitcom stanice Disney XD. Jeho autory jsou Jim Bernstein a Andy Schwartz, produkován byl společností It's a Laugh Productions. V seriálu účinkovali Jake Short, Bradley Steven Perry, Paris Berelc, Devan Leos a Augie Isaac. Vysílán byl od 7. října 2013 do 9. září 2015. 

## Obsazení
- Bradley Steven Perry jako Kaz
- Jake Short jako Oliver
- Paris Berelc jako Skylar Storm
- Devan Leos jako Alan Diaz
- Augie Isaac jako Gus

## Vysílání
| Řada | Díly | Premiéra v USA | Premiéra v USA | Premiéra v ČR   | Premiéra v ČR   |
| Řada | Díly | První díl      | Poslední díl   | První díl       | Poslední díl    |
| ---- | ---- | -------------- | -------------- | --------------- | --------------- |
| 1    | 26   | 7. října 2013  | 14. září 2014  | 18. května 2014 | 24. května 2015 |
| 2    | 22   | 20. října 2014 | 9. září 2015   | 31. května 2015 | 22. května 2016 |